# Ophrys kalteiseniana
Ophrys kalteiseniana är en orkidéart som beskrevs av Brigitte Baumann och Helmut Baumann. Ophrys kalteiseniana ingår i ofryssläktet, och familjen orkidéer. Inga underarter finns listade i Catalogue of Life.